# Могочинское городское поселение
Городско́е поселе́ние «Могочинское» — упразднённое муниципальное образование в Могочинском районе Забайкальского края Российской Федерации.
Административный центр — город Могоча.

## История
Статус и границы городского поселения установлены Законом Читинской области от 19 мая 2004 года «Об установлении границ, наименований вновь образованных муниципальных образований и наделении их статусом сельского, городского поселения в Читинской области».
В июне 2023 года все муниципальные образования района объединены в один Могочинский муниципальный округ.

## Население
| 2009    | 2010    | 2011    | 2012    | 2013    | 2014    | 2015    |
| ------- | ------- | ------- | ------- | ------- | ------- | ------- |
| 11 708  | ↗13 652 | ↘13 645 | ↗13 795 | ↗13 992 | ↗14 058 | ↘14 000 |
| 2016    | 2017    | 2018    | 2019    | 2020    | 2021    |         |
| ↘13 869 | ↘13 785 | ↘13 623 | ↘13 400 | ↘13 272 | ↘12 689 |         |

## Состав городского поселения
| № | Населённый пункт | Тип населённого пункта          | Население |
| - | ---------------- | ------------------------------- | --------- |
| 1 | Артеушка         | посёлок железнодорожной станции | ↘75       |
| 2 | Могоча           | город, административный центр   | ↘12 390   |
| 3 | Пеньковая        | посёлок железнодорожной станции | ↘2        |
| 4 | Раздольное       | посёлок железнодорожной станции | ↘1        |
| 5 | Чалдонка         | село                            | ↘226      |